# 手機付費軟體猶豫期事件
手機付費軟體猶豫期事件，於2011年在台灣發生的法律與商業事件。在台北市長郝龍斌任內，臺北市政府法規委員會於2011年引用中華民國《消費者保護法》，要求苹果公司和Google修改相关的服务条款，以保障消费者依法在七日内退费之权利。這起事件造成Google從2011年6月27日起关闭了Android Market（Google Play）对台湾地區所有的付费软件服务，直到2013年2月27日才开始逐步恢复。

## 事件经过

### 起因
2011年，在台北市政府法规委员会主任委员叶庆元的主导下，台北市政府消保官龔千雅对苹果公司和Google进行“定型化契约查核”，要求其遵循台湾《消费者保护法》的规定，修正iTunes Store和Android Market的服务条款，保障消费者依法在七日内退费之权利。

### 回应
苹果在期限内依照台北市政府的要求修正其服务条款。iOS平台原本在服务条款内没有明确规定退费时间，消费者以电子邮件在线向iOS平台管理者要求退费。在台湾市场，明确加入7天内无条件退款的内容，但是退款手续没有改变。苹果官方网站条款与约定的「A. Mac App商店、App商店与iBookstore销售条款」条目中，在台湾地区增加以下条款：
|  | 您得自产品收受之日起七日内，取消对产品之购买。在您通知iTunes您已删除产品所有备份之前提下，iTunes将会退还您已支付之价款。自您取消购买时起，您不再被授权继续使用该产品。此项权利不可抛弃。 |

Google原本提供15分钟内在线按键立即无条件退款的机制；超过15分钟，由消费者与开发者自行沟通，协商退费；如果开发者不愿退费，在30天内对购买的软件不满意，则可以写信给Android Market要求退费。台北市政府要求改为七日内无条件退费；Google认为他们原本条款合理，拒绝接更改条款，决定停止Android Market对台湾区付费购买服务。台北市政府认为Google未遵循限期改善之命令，裁罚新台币100万元。Google向經濟部提出诉愿，但未被接受，于是向臺北高等行政法院提起上诉。

### 诉讼
Google对于经济部的诉愿决定表示不服，上诉至台北高等行政法院。2012年12月27日，台北高等行政法院一审判决，台北市政府命令Google依法提供犹豫期间的裁罚处分遭撤销。台北高等行政法院认为，企业定型化契约是由中央主管机关规范，地方无权要求，故判決台北市政府败诉。台北市政府法規委員會指出，在收到判决书后，将会上诉最高行政法院。部落客林之晨在其部落格发起联署，希望台北市政府不要再上诉了。1月28日，台北市政府声明，尊重台北高等行政法院判决，不再上诉；在声明中，台北市政府说，法院判决再次肯定依现行消保法规定，Google所提供的交易应提供7日犹豫期，希望Google可以主动修改相关条款。

### 结果
2013年2月，台北市政府败诉，Google重新打开付费服务，恢复在逐步进行中，付费程序正在增加。虽然台北市政府败诉，但是台北高等行政法院肯定了鉴赏期的合理性与合法性，也希望Google在条款中加入，所以消费者仍可以依现行消保法规定以联络Google的方式在七日内退费。

## 各方反应

### 其他手机业者
在Google被裁罚之后，台湾的本土手机APP市集业者（台湾大哥大、远传电信、中华电信）均主动修正其服务条款，保障消费者七日内之退费权利。此外，微软在推出智能型芒果手机（Mango）时，也主动遵循台湾的《消费者保护法》，赋予消费者在购买手机APP后七日内无条件退费之权利。

### 台灣數位開發聯盟
台湾数位开发联盟（其中包括了中华动漫出版同业协进会、台北市出版商业同业公会、台北市杂志商业同业公会、台湾数位出版联盟）发表共同声明，认为消保法规定主要着眼于实体商品，未顾及数位商品特性，将造成台湾数字内容业者风险大增、面临营运困难。

### 开发商及使用者
许多手机软件开发商以及Android手机使用者责怪叶庆元以及台北市政府的查核以及裁罚行动，导致Android Market退出台湾市场，影响手机应用软件市场的发展以及相关消费者的权益。但台北市政府表示台湾的消费者保护法对于网络购物均设有七日退货期限的规范，且除 Google 之外其他的手机APP市集业者均已遵循台湾的法律规定修正服务条款，无法为 Google 创造不用遵循法律的特权。

## 法律争议
台湾《消费者保护法》的第19条第一项规定：
|  | 邮购或访问买卖之消费者，对所收受之商品不愿买受时，得于收受商品后七日内，退回商品或以书面通知企业经营者解除买卖契约，无须说明理由及负担任何费用或价款。 |

### 在线软件市场
在于在线软件市场，是否等同于邮购服务？台湾现行法律认为在线软件市场等同于邮购服务。台北高等行政法院一审判决认为，消费者自网站付费下载计算机软件，属消保法规定的「邮购买卖」交易类型；经济部也抱持同样见解，认定Google是手机应用软件的出售者，依法必须提供消费者七日的退费期间。从而，台北市政府得依据消费者保护法要求 Google 修改服务条款，裁罚新台币100万元亦未过重 。
但是也有法界认为，邮购买卖与网络在线交易不同。软件商品的特性，不同于一般的实体商品，较接近于购买授权。消费者在购买App时，并不是购买App的财产权，而是使用权，法律上不應属于物权交易。適用於郵購實體商品的規定，不應該類推於網路線上交易。相关法律规定與法律見解已过于老旧，要求限期内无责任退费，于理不合。因此，是否适用七天犹豫期规定，目前仍然有争议。

### 市府的权限
台北市政府是否有权要求Google修改定型化契约？台北市政府认为：台北市依据现行消保法之规定，处份并无不当。但台北高等行政法院审理认为：消保法第十七条规定，企业的定型化契约是由中央主管机关规范，地方主管机关不得介入；依此，台北市政府并无权限要求Google修改定型化契约。

## 後續影響
2013年，中華民國行政院商議修改《消費者保護法》，提出修正案，未來只要經主管機關認定商品或服務性質特殊，可提報行政院核定，排除適用七天鑑賞期。修法說明另指出，主管機關得舉行公聽會，以認定某項爭議商品是否有七天鑑賞期。這些商品包括電視、網、郵購商品，上門推銷商品、遊戲軟體、電子書或部分生鮮食品等，但是暫時未施行。